# Kim Duk-koo
Đây là một tên người Triều Tiên, họ là Kim.
Kim Duk-Koo (8 tháng 1 năm 1959 - 18 tháng 11 năm 1982) là một võ sĩ quyền Anh người Hàn Quốc qua đời sau trận đấu quyền Anh vô địch thế giới với Ray Mancini. Cái chết của ông đã khiến người ta thực hiện một số cải cách trong môn thể thao này nhằm mục đích bảo vệ tốt hơn sức khoẻ của vận động viên quyền Anh, WBC giảm số hiệp đấu trong các cuộc thi vô địch từ 15 còn 12 hiệp và đề xuất thêm hàng loạt các quy trình y tế mới trong cuộc họp vào năm 1982. Ba hiệp hội quyền anh lớn còn lại là WBA, IBF và WBO cũng nhanh chóng áp dụng các thay đổi của WBC.
Quy trình kiểm tra sức khỏe được làm chặt chẽ hơn với các bài kiểm tra não, phổi hay điện tâm đồ. Mặt khác, võ đài cũng được tăng số dây đai để giảm thiểu khả năng tay đấm rơi khỏi khi bị knock-out.
Mẹ của Kim tự tử bằng thuốc diệt cỏ. Trọng tài chính trận đấu Richard Green tự sát ngày 1 tháng 7 năm 1983. Kim có một vị hôn thê, Lee Young-Mee, người mang bầu vào thời điểm ông qua đời, người con trai của ông, Chi Wan Kim, sinh năm 1983 

## Tiểu sử
Kim sinh ra ở tỉnh Gangwon, Hàn Quốc, 100 dặm về phía đông của Seoul, là con trai út trong gia đình năm người con. Cha ông qua đời khi ông hai tuổi và mẹ ông kết hôn ba lần nữa. Kim lớn lên trong nghèo khó. Anh làm những công việc lặt vặt như đánh giày và hướng dẫn viên du lịch trước khi theo nghề quyền Anh vào năm 1976.

## Nghề nghiệp
Sau khi đạt thành tích nghiệp dư 29-4, anh chuyển sang chuyên nghiệp vào năm 1978. Vào tháng 2 năm 1982, anh giành đai hạng nhẹ Phương Đông và Thái Bình Dương và trở thành đối thủ số 1 của Hiệp hội Quyền Anh Thế giới. Kim đã mang một kỷ lục chuyên nghiệp 17-1-1 vào cuộc đấu của Mancini  và đã giành chiến thắng 8 lần của KO trước khi bay tới Las Vegas như là người thách thức số 1 của thế giới (WBA) với nhà vô địch thế giới hạng nhẹ Mancini. Tuy nhiên, anh đã thi đấu bên ngoài Hàn Quốc chỉ một lần trước đó, ở Philippines. Đây là lần đầu tiên anh thi đấu ở Bắc Mỹ .

## Trận đấu với Mancini
Kim được đánh giá thấp bởi tổ chức quyền Anh của Hoa Kỳ , nhưng không phải bởi Ray Mancini, người tin rằng cuộc chiến sẽ là một "cuộc chiến tranh". Kim cố gắng để giảm cân trong những ngày trước khi cuộc đua để anh có thể đạt mức cân nhẹ dưới 135 pound. Trước khi thi đấu, Kim đã được trích dẫn đã nói "Hoặc là anh ta hoặc là tôi chết." Anh đã viết tin nhắn "sống hoặc chết" trên bóng đèn khách sạn ở Las Vegas vào những ngày trước buổi diễn (một bản dịch sai đã dịch rằng "giết hoặc bị giết "được đăng tải trên các phương tiện truyền thông).